# Доктор Кто и проклятие неизбежной смерти
«Доктор Кто и проклятие неизбежной смерти» (англ. Doctor Who and the Curse of Fatal Death) — пародийный спецвыпуск к сериалу «Доктор Кто», снятый в рамках благотворительного телемарафона «День красного носа» («Разрядка смехом») и показанный на канале BBC One в 1999 году. Изначально показан по телевидению в 4 частях, но последующие аналоговые релизы объединили их в 2 части. Это единственный пародийный спецвыпуск, которому был посвящён раздел в журнале Doctor Who Magazine наравне с обычными сериями сериала, подробно описанный на официальном сайте Би-би-си и выпущенный в аналоговом формате от BBC Video. Это единственный игровой выпуск, заказанный и снятый Би-би-си между телефильмом 1996 года и серией «Роза» 2005 года. Это также первый сценарий по сериалу «Доктор Кто» будущего сценариста и шоураннера сериала Стивена Моффата. Исполнительный продюсер Ричард Кёртис впоследствии написал для сериала серию «Винсент и Доктор» (2010). Ричард Э. Грант, сыгравший альтернативную версию Десятого Доктора, позднее исполнил роли альтернативного Девятого Доктора в анимационном спецвыпуске «Крик Шалки» (2003) и Великого Разума в 7-м сезоне (2013) сериала.

## Сюжет

### Часть первая
Сериал начинается с классической заставки «Доктора Кто» периода Четвёртого Доктора, за тем исключением, что лицо Тома Бейкера убрано с заставки.
Мастер в своей собственной ТАРДИС следит через экран за Доктором, злорадно разглагольствуя о ловушке, которую он подстроил. Однако внезапно оказывается, что канал наблюдения работает в обе стороны и Доктор слышал всё, что задумал Мастер. Мастер, слегка обескураженный, быстро находится и заявляет, что после стольких лет вражды он не смог отказать себе в удовольствии лично сообщить Доктору: «Твоя неизбежная смерть теперь… неизбежна!» Театрально расхохотавшись, Мастер отключает экран и продолжает рассказывать о своём плане — только чтобы выяснить, к своей ярости, что он забыл выключить звук и Доктор по-прежнему всё слышит. Прежде чем Мастер успевает отключить связь, Доктор перебивает его и говорит, что хочет встретиться с Мастером в старом замке на планете Терсурус. Разъярённый Мастер клянётся отомстить Доктору, обрушив на него «ужасное возмездие в виде ужасной мести (англ. The Deadly Venegeance of... of Deadly Revenge!)».
Доктор и его новая компаньонка — Эмма — прибывают на Терсурус, в развалины замка. Доктор объясняет, что планета Терсурус была некогда населена самой миролюбивой и доброй расой, которую он когда-либо встречал — но никто не хотел с ними иметь дело, так как терсурианцы разговаривали посредством управляемого метеоризма. Эмма спрашивает, отчего они вымерли, и Доктор печально отвечает, что они изобрели огонь.
Внезапно появляется Мастер и при помощи некоего энергетического поля прижимает Доктора и Эмму к стене. Злорадствуя, Мастер объясняет свой план: узнав о месте встречи, он отправился в прошлое Терсуруса и подкупил архитектора замка, чтобы он установил в нём ловушки. Блок стены вместе с Доктором и Эммой поворачивается, отправляя их на верную (по мнению Мастера) смерть… но спустя мгновение Доктор и Эмма показываются целыми и невредимыми. Доктор объясняет, что он легко предугадал план Мастера — отправиться в прошлое и подкупить архитектора — и сам отправился в ещё более раннее прошлое и подкупил архитектора раньше, так что тот саботировал ловушки.
Мастер, однако, невозмутимо говорит, что он предугадал, что Доктор предугадает его план. Поэтому он отправился в ещё более раннее прошлое и подкупил архитектора ещё раньше. Затем он приводит в действие новую ловушку: на Доктора и Эмму падает огромный каменный блок. Однако Доктор и Эмма целыми и невредимыми выходят через дверь в торце полого блока, и Доктор объясняет, что он, в свою очередь, предугадал, что Мастер предугадал, что Доктор предугадал его план, и в свою очередь отправился в ещё более раннее прошлое, чтобы подкупить архитектора первым…
Эмма прерывает Доктора, напоминая, что у него есть важные новости. Спохватившись, Доктор сообщает Мастеру, что он, по его расчётам, спасал каждую планету во Вселенной не менее чем 27 раз и что он устал от сражений с монстрами, пришельцами и от однообразных песчаных карьеров. Доктор провозглашает, что в лице Эммы он встретил любовь всей своей жизни и хочет теперь уйти в отставку и зажить мирной жизнью. Они с Эммой целуются к ужасу Мастера.
Взбешённый тем, что его старый враг избежит возмездия, Мастер пускает в ход свой новый, только что придуманный план. Он заявляет, что — как только покончит с Доктором и Эммой сейчас — вновь отправится в прошлое, угостит архитектора замка роскошным обедом и уговорит его поставить тайный люк, ведущий в канализацию, именно там, где Доктор и Эмма стоят сейчас. Найдя в стене рычаг, Мастер решает, что этот его план уж точно увенчался успехом, и поворачивает его — но люк в канализацию открывается прямо у него под ногами. Мастер падает вниз с громким плеском: Доктор объясняет, что как только он услышал о новом плане Мастера, то сразу же решил, что отправится в ещё более раннее прошлое и угостит архитектора первым, так что тот установит секретный люк точно там, где сейчас будет находиться Мастер.
Доктор с Эммой собираются уходить, когда внезапно двери замка распахиваются и вбегает постаревший Мастер. Он говорит, что ему потребовалось 312 лет, чтобы выбраться из канализации, но, выбравшись, он сразу же запрыгнул в свою ТАРДИС и вернулся на 312 лет назад. И на этот раз он привёл союзников. К ужасу Доктора, в двери вкатываются далеки — единственная раса, которая согласилась иметь дело с вылезшим из канализации Мастером (потому что не имеют носов). Мастер злорадствует над Доктором, демонстрируя, что его тело было улучшено с помощью «передовой технологии далеков» — его правая рука заменена манипулятором-присоской далеков (правда, как тут же выясняется, он понятия не имеет, что с ней делать).
Мечтая разделаться с Доктором собственными руками, Мастер бросается на него — и, промахнувшись, падает в канализацию снова. Почти немедленно он вновь появляется в дверях — снова переместившийся во времени и постаревший ещё на 312 лет. Далеки и Мастер бросаются в погоню за Доктором и Эммой; но при этом один из далеков случайно сталкивается с Мастером, сбивает того с ног, и Мастер с криком падает в канализацию в третий раз. Спустя несколько секунд он вновь проявляется, теперь уже совсем дряхлый и перемещающийся на костылях.